# ولفگانگ هاینه
ولفگانگ هاینه (انگلیسی: Wolfgang Heine؛ ۱ ژانویهٔ ۱۸۶۱ – ۱ ژانویهٔ ۱۹۴۴) حقوقدان اهل آلمان بود.
وی در ابتدای رژیم نازی آلمان، به سوئیس فرار کرد.